# Arthur Sloggett
Sir Arthur Thomas Sloggett (Londra, 24 novembre 1857 – Londra, 27 novembre 1919) è stato un medico e generale inglese.
Fu direttore generale dei servizi medici dell'esercito nel 1914 e direttore generale dei servizi medici degli eserciti britannici in campo durante la prima guerra mondiale.

## Biografia
Era il figlio dell'ispettore generale WH Sloggett, e di sua moglie, Elizabeth, figlia di Thomas Cornish-Crossing. Studiò al King's College London.

## Carriera
Nel 1881 entrò a far parte dell'esercito come chirurgo e venne subito promosso a capitano e poi a maggiore (5 febbraio 1893). Nella campagna di Dongola del 1896, servì come ufficiale medico delle truppe britanniche ed è stato appositamente promosso a tenente colonnello (18 novembre 1896). Durante la Guerra mahdista, ricoprì il ruolo di Senior Medical Officer della 1ª brigata e prese parte alla battaglia di Khartum. Per i suoi servizi nella spedizione sul Nilo è stato promosso a tenente colonnello (16 ottobre 1898).
Sloggett servì nella Seconda guerra boera (1899-1902) come direttore medico di un ospedale generale e poi come comandante del distretto di Declfontein.
Fu promosso a chirurgo generale il 13 maggio 1908 e medico della 6ª (Poona) Divisione a Bombay (24 luglio 1908-30 dicembre 1911).
Il 1 giugno 1914 è stato nominato direttore generale dei servizi medici dell'esercito, con il grado di tenente generale.
Allo scoppio della guerra venne inviato in Francia il 28 ottobre 1914, con la carica di direttore generale dei servizi medici della British Expeditionary Force e commissario capo della British Red Cross Society e St John Ambulance Association. La responsabilità di affrontare e organizzare l'insieme dei servizi medici in patria e all'estero fu troppo per lui.
Sloggett rimase in Francia per quasi quattro anni. Nel 1917 è stato eletto membro del Royal College of Surgeons.

## Morte
Morì il 27 novembre 1919 mentre camminava con il figlio vicino a Regent Park.